# Азовська сільська рада (Бердянський район)
| Азовська сільська рада (до 2016 — Луначарська) — орган місцевого самоврядування у Бердянському районі Запорізької області з адміністративним центром у с. Азовському. Сільській раді були підпорядковані населені пункти: - с. Азовське |

## Склад ради
Рада складалася з 18 депутатів та голови.

## Керівний склад сільської ради
| ПІБ                          | Основні відомості                                                 | Дата обрання | Дата звільнення |
| ---------------------------- | ----------------------------------------------------------------- | ------------ | --------------- |
| Божкова Ксенія Володимирівна | Сільський голова, 1976 року народження, освіта, позапартійна      | 26.03.2006   | 31.10.2010      |
| Божкова Ксенія Володимирівна | Сільський голова, 1976 року народження, освіта вища, позапартійна | 31.10.2010   |                 |

Примітка: таблиця складена за даними джерела